# Mikrofinancování
Mikrofinancování je specifický druh finančních služeb. Patří sem mikroúvěry, mikroúspory či mikropojištění chudých lidí. Finanční instituce se těmto lidem snaží pomoci akumulovat určitou část peněz, což jim později může usnadnit rozhodování a také snížit možná rizika vyplývající z platební neschopnosti. Většina těchto peněžních transakcí představuje malé částky, které nepřesahují 100 USD.

## Historie
Mikrofinancování je často spojováno se 70. léty 20. století, kdy se poprvé některé projekty orientovaly na dva klíčové body:
1. je možné ukázat, že (chudí) lidé dokáží splatit úvěr,
2. finanční služby je možné poskytovat i chudým lidem pomocí tržně fungujících organizací bez jakékoliv státní pomoci (dotací).

Důkazní materiály shromážděné ekonomem-historikem Timothy Guinnanem z Univerzity Yale přinesly v oblasti mikrofinancování několik důležitých poznatků. Guinnane uvádí jako příklad úspěch německé „venkovské“ banky, kterou v roce 1864 založil Friedrich Wilhelm Raiffeisen. Banka do roku 1901 získala 2 miliony klientů z řad venkovských malorolníků – tento úspěch Guinnane přikládá právě schopnosti banky naplnit oba dva výše uvedené klíčové znaky. Podle něj byly chudým lidem, kteří navíc neměli téměř žádný přístup k jiným bankovním úvěrům, poskytovány potřebné informace k tomu, aby úvěr mohli získat zde. Raiffeisen také bojoval proti chudobě tehdy osvobozených nevolníků a proti lichvářskému vykořisťování, kterým tato skupina lidí v té době čelila.
Úvěrová společnost, kterou v Quebecu založil Alphons Desjardins, se také řídila dvěma výše uvedenými principy. Desjardins spolu se svou manželkou Dorimene v ně opravdu silně věřili. Od roku 1900 (založení první úvěrové společnosti, kterou řídila Dorimene Desjardins) až do roku 1906 (přijetí odpovídající právní úpravy), totiž oba riskovali vlastní majetek, jenž byl použit jako krytí závazků této společnosti.
Stejně jako Raiffeisen se Desjardins silně znepokojoval chudobou. Motivem pro další činnost bylo i jeho opovržení lichvou. V roce 1897, kdy zastával funkci parlamentního zpravodaje, se dozvěděl o významném soudním případu v Montrealu (obžalovaný obdržel úvěr v hodnotě 150 USD a pak byl nucen zaplatit na úrocích 5000 USD).
Nová vlna v mikrofinancování vypukla v 70. letech a přinesla s sebou spoustu inovací a modernějších přístupů. Na začátku 70. let začalo několik průkopnických společností experimentovat s poskytováním úvěrů chudým a nezajištěným lidem. K těmto průkopníkům patřil např. Akhtar Hameed Khan.
První samostatnou bankou zaměřenou na mikrofinancování a rozvoj společnosti byla Shore Bank založená v roce 1973 v Chicagu.
Další zásluhy v oblasti mikrofinancování má profesor ekonomie Muhammad Yunus; traduje se, že v roce 1974 poskytl v Bangladéši první mikroúvěr. Později založil světoznámou Grameen Bank a v roce 2006 získal Nobelovu cenu za mír, čímž dostal mikrofinancování do povědomí široké veřejnosti.

## Skladba mikrofinancí
Microfinancování se skládá z mnoha druhů finančních služeb, jako jsou např. úvěry a mikroúvěry, pojištění apod., přičemž tyto služby se vyznačují malými objemy co do hodnoty.

## Kritiky
Politika mikrofinancování se setkala s celou řadou kritických ohlasů. Daniel Pearl a Michal M. Phillips si ve svém článku v deníku Wall Street Journal z roku 2001 kladou otázky týkající se Grameen Bank. Zabývali se zejména lhůtami splatnosti, inkasními metodami a dle jejich názoru problematickými účetními praktikami.
Hodně ohlasů kritizuje to, že přílišné zdůrazňování mikrofinancování ve vztahu k boji proti chudobě povede k omezení jiných druhů pomoci, jako je například vládní podpora chudých, sociální pomoc, apod.
Existuje stále velmi málo výzkumů, které by se zabývaly skutečnou efektivností mikrofinancování jako nástroje pro ekonomický rozvoj. Zčásti je to způsobeno tím, že je velmi obtížně všechny dopady sledovat a měřit. Spousta nejasností vzniká také kolem toho, jestli je vlastně mikrofinancování tak důležitý nástroj pro boj s chudobou, jak jeho průkopníci a obhájci tvrdí.

## Názorové směry
V oblasti mikrofinancování vznikly dva proudy, které se odvíjely od zaměření tvůrců mikrofinanční politiky – buď se více zaměřovali na zlepšení životních podmínek chudých či na čistě finanční stránku:
- prvním přístupem bylo "úvěrování chudých" (poverty lending), resp. "proud zastánců sociální pomoci" (welfarist approach),
- druhý přístup – "proud budování institucí" (the institution-building), resp. "proud finančního systému" (financial system approach).

Zatímco první proud často doplňuje finanční služby službami dalšími (školství, vzdělávání, zdravotnictví), tak druhý proud je zaměřen čistě na finanční služby, přičemž se řídí následujícími pravidly:
1. jestliže jsou chudí lidé ochotní platit za používání institucí, tak se jim musí nabídnout určitá protihodnota,
2. pouze zajištěním finanční udržitelnosti může být nasycena obrovská poptávka,
3. financování dodatečných služeb, jako je školství a zdravotnictví, je nejlepší provádět pomocí neziskových organizací.

Příkladem prvního proudu je Women's World Banking nebo v Tanzanii působící česká nezisková organizace Maendeleo, druhý proud reprezentují např. ACCION International, BRI Unit Desa nebo partnerské instituce českého portálu MyElen.com.
Další z klíčových sporů se blíže zaměřuje na odpovídající cílové skupiny mikrofinančních služeb. Jeden z pohledů je ten, že nejdůležitější z mikrofinančních služeb je poskytování úvěrů chudým lidem, kteří jsou mnohdy velmi talentovanými podnikateli. Jestliže těmto lidem bude zpřístupněn úvěr, tak budou rozvíjet svůj podnik, zaměstnávat méně podnikavé sousedy a v důsledku tak podporovat místní ekonomický růst. To se pak odrazí v rychlém ekonomickém rozvoji. Ačkoliv měl tento přístup významné výsledky ve městech rozvojového světa, tak selhal u chudých venkovských lidí, kteří měli buď malý, nebo žádný příjem, který by plynul odjinud než z výtěžků zemědělského statku. V rozvojovém světě se nerovnosti v příjmech lidí z měst a vesnic stále prohlubují, a to je značně neuspokojivý výsledek.
Odhady Světové banky říkají, že v roce 2003 bylo na světě přibližně 1,2 miliardy lidí, jejichž živobytí na den nepřesáhlo 1 USD a 850 000 z nich žilo právě na venkově. Je stále více známo, že chudí lidé své úspory shromažďují doma – ale mnoho z nich mohou ztratit jen kvůli tomu, že domácnost pro úspory jednoduše není bezpečné místo. Je také jasné, že předtím, než venkovští malorolníci získají odvahu začít s podnikáním, tak si musí být schopni zajistit rezervy pro případ dalších nebezpečí – hlad, nemoci a přírodní pohromy. To vyžaduje přístup k bezpečnému, flexibilnímu účtu, který by banka umožnila zemědělci otevřít, i kdyby tam měl mít sebemenší zůstatky.
V současné době se v oblasti mikrofinancování utvářejí nové přístupy, které jsou doprovázené vznikem nových bank pro chudé lidi. Tyto banky jsou zcela zaměřeny na služby a zároveň fungují za účelem dosažení zisku. Snahou je podnítit úsilí klientů při sledování možných rizik, která mohou vzniknout v rámci jejich domácností, pomáhají při hledání podnikatelských příležitostí apod. Banky klientům nabízejí tyto podnikatelské příležitosti nejen za účelem zvýšení jejich příjmu, ale také za účelem ochrany a růstu jejich majetku. Poskytují úvěry jak spotřebního, tak obchodního typu, přijímají vklady, nabízejí pojištění a provádějí bezhotovostní operace. Příkladem takto fungující banky je od roku 2000 transformovaná Grameen Bank (označovaná jako „Grameen II“).
Představitelé dalších moderních přístupů v oblasti mikrofinancování jsou Stuart Rutherford, Graham Wright, Madeleine Hirschland a Marguerite Robinson.
Významnou organizací fungující v oblasti mikrofinancování je Poradní skupina pro pomoc nejchudším (CGAP) (The Consultative Group to Assist the Poorest).